# Polymera tibialis
Polymera tibialis är en tvåvingeart som beskrevs av Alexander 1922. Polymera tibialis ingår i släktet Polymera och familjen småharkrankar. Inga underarter finns listade i Catalogue of Life.